# Martha Rountree
Martha Rountree, née le 23 octobre 1911 et morte le 23 août 1999, est une journaliste américaine.
Journaliste de presse pour The American Mercury, elle est une pionnière en matière d'information radiophonique et télévisuelle. Créatrice du magazine politique radiophonique The American Mercury Presents: Meet the Press diffusé à partir de 1945 sur Mutual, elle cofonde en 1947 l'émission de télévision Meet the Press, qui deviendra le grand rendez-vous politique dominical du réseau de télévision américain NBC et l'émission de télévision américaine à la plus grande longévité. Elle est la première et seule femme à avoir présenté l'émission.